# 荣誉勋章：联合袭击
《荣誉勋章：联合袭击》是一款由斯蒂芬·斯皮尔伯格创作、2015公司开发的第一人称射击类型电脑游戏。游戏的引擎是一个修改过的雷神之锤III引擎，模拟了第二次世界大战时欧洲的战斗。《联合袭击》是榮譽勳章系列游戏的第一个针对微软的Windows操作系统发布的游戏。
《联合袭击》再后来又发行了自己的豪华版，包含突击部队模式、两个战术指导和《联合袭击》的原聲帶以及后续版本《荣誉勋章：太平洋突袭》的预告。

## 故事章節
游戏中玩家要扮演美军巡逻骑兵团的一名上尉麦克·鲍威尔（英語:Mike Powell）。单人游戏的任务包含突袭納粹德国位于阿尔及利亚和挪威的基地、开始于盟軍西欧登陆日的奥马哈之战以及在法国敌后进行渗透和破坏，以及在納粹德國邊境線齊格菲戰線叢林狙擊戰和傷痛要塞毒氣爆炸戰。原版本游戏的奥马哈之战经常被用来和斯皮尔伯格在1998年制作的电影来对比。

## 扩展包游戏
联合袭击的第一个扩展包是「先头部队」。这是一个由电子艺界洛杉矶分公司开发的游戏。先头部队用杰克·巴内斯（Jack Barnes）（配音为加里·欧德曼）的视角重演了欧洲战场的3大战役。巴内斯是101空降师501团的一名伞兵，在盟军西欧登陆日那天降落到了诺曼底，之后在阿登森林展开了突出部之役战斗，他的部队和苏联军一起占领了柏林。最后的战役也常常被拿来和相比。
「突出重围」是联合突袭的第二个扩展包，由TKO Software开发。这次玩家扮演的是第二集团军的约翰·贝克（John Baker）。游戏里面的战役包括北非的转折性战役“跨越凯瑟琳（Kasserine Pass）”，联军在1943年空降西西里，并且攻入了意大利的墨西拿。随后在广袤的意大利战役中进攻古斯塔夫防线并一路进军罗马。

## 武器系统

游戏中D日玩家将要登陆奥马哈海滩，摧毁德軍在諾曼第海灘壁垒上的巨型碉堡及机枪工事

反攻諾曼第中，玩家可以使用美國和德國的槍械。在諾曼第大空降裡面，增加了英軍的武器。突出重圍則帶入了意大利的武器。

### 美軍武器
- 柯尔特M1911A1手槍
- M1加兰德步枪
- M1903斯普林菲爾德步槍
- 湯普森衝鋒槍
- 白朗寧M1918A2自動步槍
- 白朗寧M1919中型機槍
- 巴祖卡火箭筒
- 溫徹斯特M1897泵動式霰彈槍
- Mk 2手榴彈
- M18煙霧彈
- 地雷

### 英軍武器
- 韋伯利IV左輪手槍
- 李-恩菲爾德四號步槍
- 李-恩菲爾德狙擊步槍
- 斯登衝鋒槍
- 布倫輕機槍
- PIAT火箭筒
- Mills炸彈
- M18煙霧彈

### 蘇軍武器
- 納甘M1895左輪手槍
- 莫辛-納甘步槍
- SVT40狙擊步槍
- PPSh-41衝鋒槍
- F-1手榴彈
- RDG-1煙霧彈

### 德軍武器
- 瓦爾特P38手槍
- 毛瑟Kar98k步槍
- Gew43狙擊步槍
- MP40衝鋒槍
- StG44突擊步槍
- MG42通用機槍
- Panzerschreck火箭發射器
- M24型柄式手榴弹
- Nebelhandgranate煙霧彈
- 「Bouncing Betty」地雷

### 意軍武器
- 貝瑞塔M1934半自動手槍
- 卡爾卡諾M1938步槍
- 貝瑞塔Moschetto M38A自動步槍
- 布雷達30輕機槍
- Bomba a Mano手榴彈
- Bomba a Mano Breda煙霧彈

## 制作小组
- 制作人：温斯·扎姆贝拉（Vince Zampella）
- 助理制作：斯蒂夫·唐恩谢德（Steve Townshend）
- 谱曲：麦克尔·加其诺（Michael Giacchino）
- 演奏：西雅图交响乐团